# Reflexos
Reflexer, na tradução portuguesa Reflexos, é uma pintura realizada pelo artista sueco  Anders Zorn  em 1889. 

A pintura retrata uma mulher nua vadeando à beira da água. A composição combina um nu feminino com uma luminosidade refletida numa superfície de água.

Atualmente a obra é propriedade privada.